# Órgiva

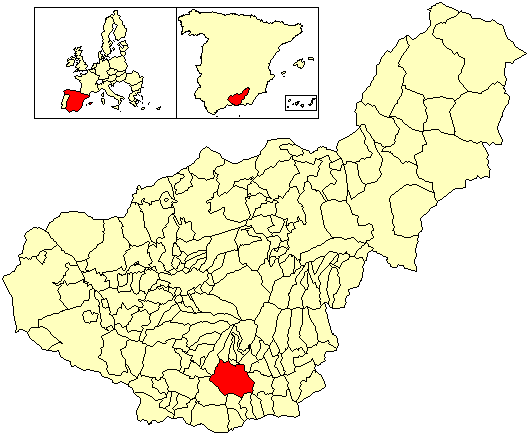
Órgiva

Órgiva este un municipiu din Spania, situat în provincia Granada din comunitatea autonomă Andaluzia. Are o populație de 5.640 de locuitori.